# Charadrius alticola
Il corriere della Puna (Charadrius alticola, Berlepsch & Stolzmann 1902) è un uccello della famiglia dei Charadriidae.

## Sistematica
Charadrius alticola non ha sottospecie, è monotipico.

## Distribuzione e habitat
Questo uccello vive in Argentina, Cile, Bolivia e Perù.